# 家庭菜園

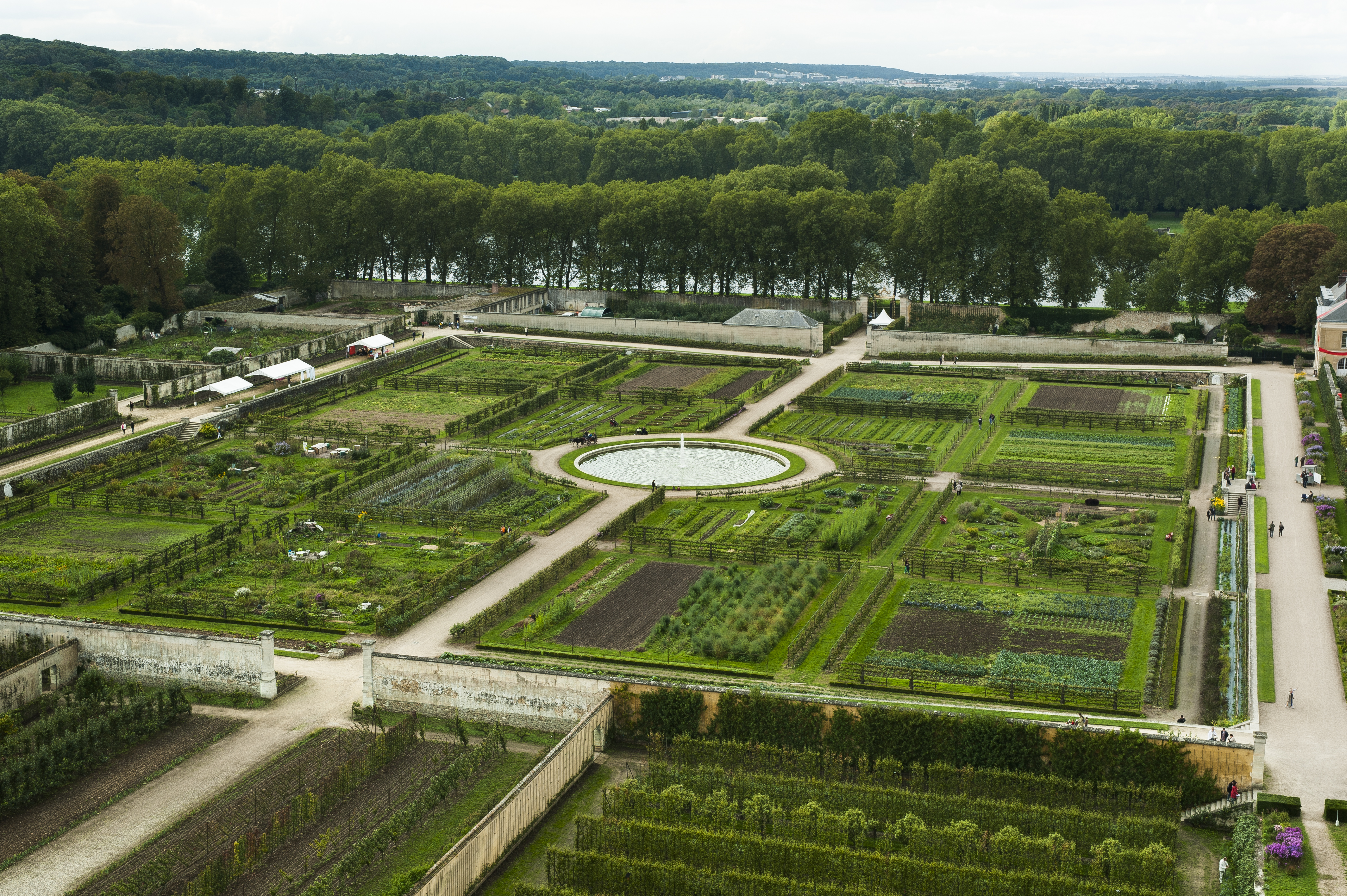
ヴェルサイユ宮殿の公園でポターガーデュロワ

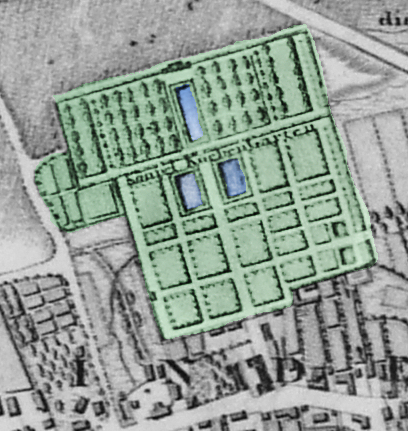
リンデンのキッチンガーデン （1805）

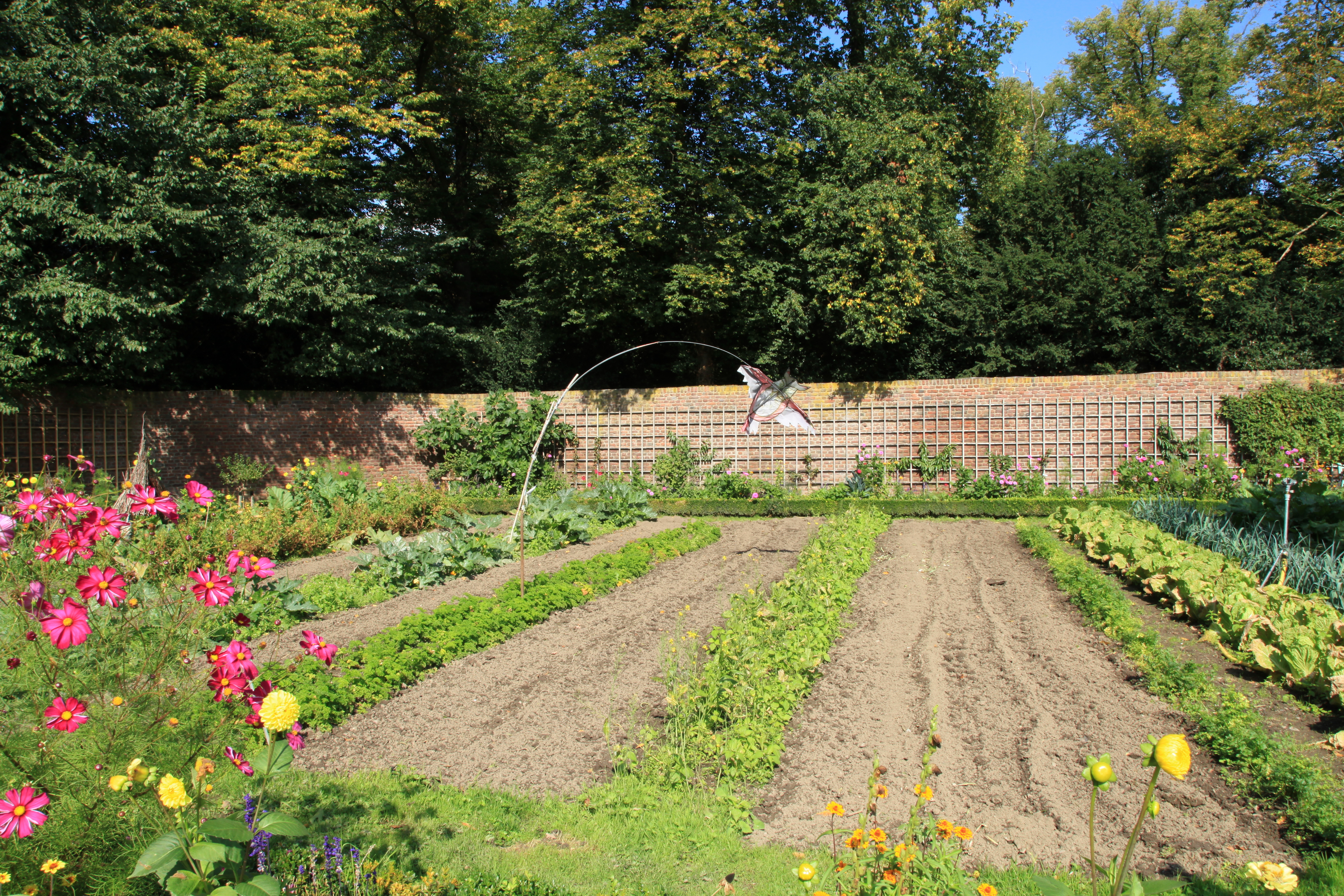
ベンラス城のキッチンガーデン

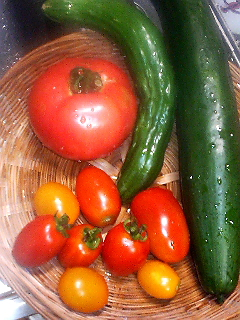
家庭菜園で採れた野菜。大きさや形状は不揃いだが、費用を安く抑えられる利点がある。

家庭菜園（かていさいえん）とは、自宅や市民農園で野菜や果物などの栽培をおこなう趣味の一つ。英語のキッチン・ガーデン、フランス語のポタジェなどは、野菜やハーブなどで成形された庭のことで、実用だけでなく美観も備える。
キッチンガーデン（フランス語: jardin potager Potager）は、かつて風格のあるキッチンを提供する果物と野菜の庭の名前。これらは園芸農場であるが、レジャーガーデンはレクリエーションに使用された。家庭菜園は、中世の修道院庭園の伝統的な園芸知識に従って、荘厳な料理人、菓子職人、および薬剤師に野菜、果物、ハーブ、および薬用植物を提供。

## 概要
自宅の庭や空き地、ベランダ（プランター、容器）や、市民農園を借りて野菜や果物などの栽培をおこなう。節約のために行われる場合もある。
なお営利目的で行われる野菜などの栽培は、一般に農業と呼ばれる。

### 家庭菜園またはポタージャー

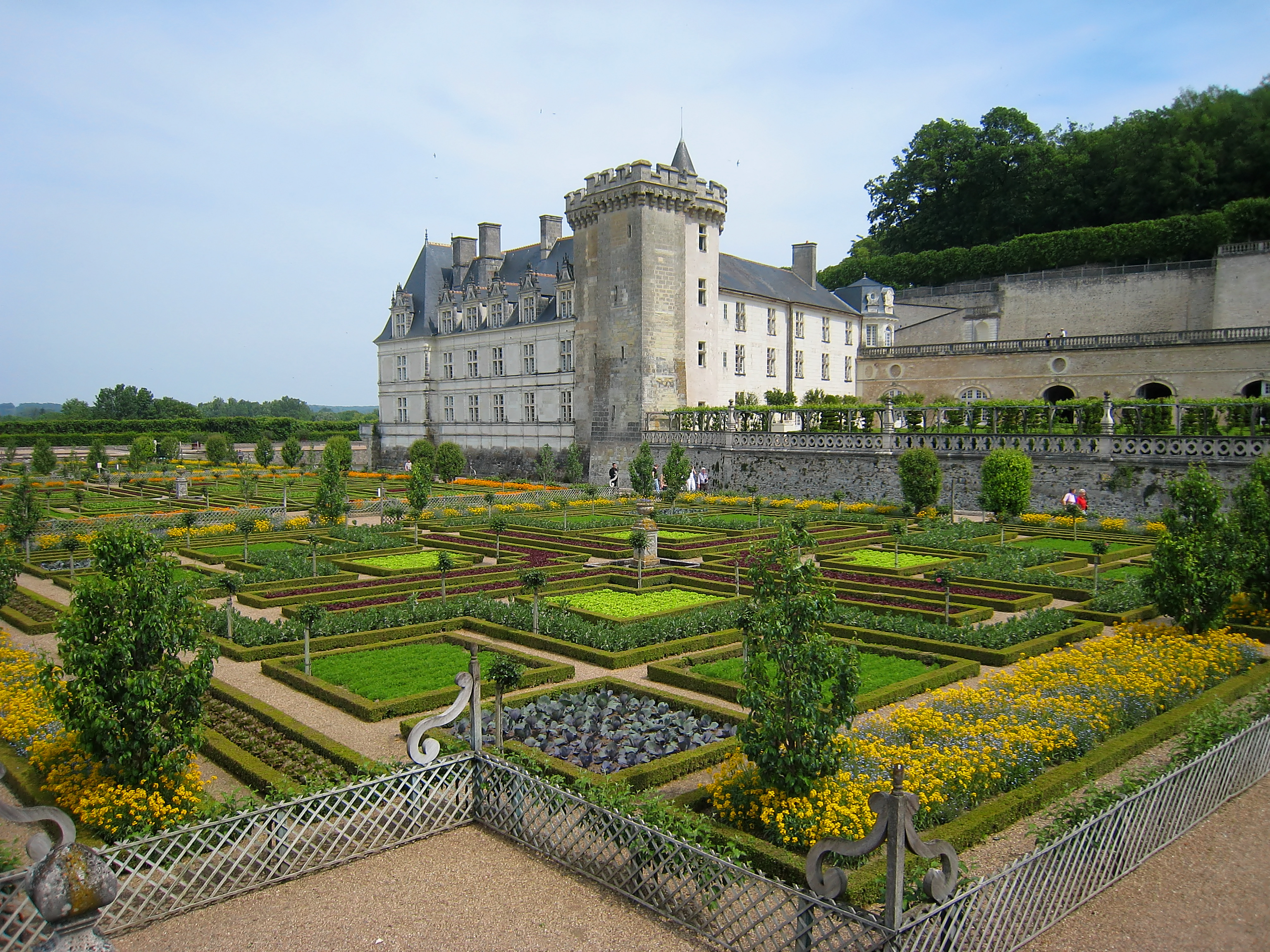
フランス、ヴィランドリーの整形式なポタージャー

西洋で伝統的な家庭菜園はポタージャーとしても知られているが、季節的に使われるスペースで、他の住宅菜園 - 観賞用の植物や芝生地 - とは別の場所であり、こうした家庭菜園は通常正方形または長方形をした古い家族経営の農園のミニチュア版とみられるが、家庭菜園はその歴史だけでなくそのデザインにおいても異なっている。
家庭菜園は観賞用オールシーズン風景の中心的な特徴となることができるランドスケープ的特徴を備えているが、控え目な野菜プロット以上のものではない。そでではハーブ、野菜、果物そして花の源でまた構造化された庭空間、反復的な幾何学模様に基づくデザインである。
家庭菜園は一年中視覚的な魅力を持ち、恒久的な多年生植物や一年生植物の周り（または間）木本植栽を組み込むことができる。

## 屋敷畑
日本の家庭で自家消費するための作物を作る耕作地を屋敷畑という。地域によって「センザイバタ」「サエンバ」「カドノハタケ」など様々な呼称で呼ばれている。屋敷と地続きの土地の片隅や、換金作物を作る畑や田の隣の空いたスペース、河川敷などの片隅など、屋敷から離れた隙間的な土地で行われる場合も多い。農家に限らず、漁村などでも二次的な作業として行われている。
屋敷畑の起源は弥生時代にまで遡ることができ、江戸時代には農民だけでなく武士階級の屋敷内にも畑があった。柳田國男は『カイトの話』の中で、屋敷畑を家屋に付随した最も原初的な耕地として紹介した。宮本常一は、年貢米を作るための水田が「公的な感じ」のする耕作地であるのに対し、屋敷畑はより個人的な所有観念が強い土地であると指摘している。

## 市民農園
おもに都市部の市民がレクリエーション、自家消費用の野菜、花、稲等の生産栽培、高齢者の生きがいづくりなど、多様な目的で耕作する小規模の農地と、農家や地方自治体・農業協同組合などが遊休農地を土地所有者から借り受け、休憩所・農具舎等を整備し、貸し付ける方法をとる農園タイプや、一定の面積に区分された農地を主体とするタイプがある。
野放図な農地の転売や転用を防ぐために、長らく農園の開設が規制されてきたが、構造改革特区および2004年以降の全国展開により、農家自身やNPO法人なども開設者として認められるようになった。なお、市民農園の農作物は、自家消費用であり、販売といった営利目的としないことが求められる。
平成25年、農林水産省は「都市部における農地の減少を食い止める」「都市住民の「農」のある暮らしへのニーズにこたえる」「災害時の避難場所を確保する」ことを目的に市民農園の拡大方針を定めた。政策目標として平成23年度には15万区画であった市民農園を平成29年度には20万区画まで拡大することをうたっている。

## 歴史
歴史的に有名な、アロットメントは、19世紀前半にイギリスに設けられた市民農園である。食糧不足の時代に低所得層の自給自足手段として作られ、第二次世界大戦時には土地の有効活用として政府が「Dig for victory(勝利のために掘れ)」と戦時農園を促したこともあった。その後、農薬や化学肥料を使う農法を嫌う人々の利用が増え、低所得層だけでなく、多様な層が利用するに至った。
日本に市民農園が設けられたのは明治時代の末期で、東京・滝の川に種苗商が開園したのが最初である。その後、京都、境などに設けられた。太平洋戦争中には、食料自給の目的で、芋類、穀物類などが栽培され、戦後も食料不足のために、食料自給のため続けられた。現在のように趣味として普及するようになったのは、昭和30年後半頃であり、農地法の規制を守りながら使用していた。その後昭和50年頃に、農林水産省の通達によって、レクリエーション農園の設置が認められて、地方公共団体による市民農園として全国的に普及していった。
フランスでは、例えばヴェルサイユ宮殿の王の菜園(ポタジエ・デュ・ロワ)に、1678年に芸術作品として設計した数多くの家庭菜園ジャン=バティスト・ド・ラ・クインティニーがバロック時代にあったパルテールや刺繍、園路交差にある境や噴水流域で縁取られている。クインティニーでは最初の季節果物の1つとして6月中旬にすでに数百種類のイチジクが、3月にイチゴが収穫される。1月にはレタスが収穫された。
イングランドでは、このアイデアはビクトリア朝の偉大な庭園で再開された。サセックスのウェスト・ディーンの庭園は、復元されたビクトリア朝のポタージャの良い例となっている。
ポタージャは近年ますます人気が高まっており、たとえば、英国王立園芸協会 チェルシーフラワーショーなどで紹介されている。バロネス・デ・ローレンス・Bosmeletは、チェルシーフラワーショーで「シエル・アンアーク」ポタージャが2007年に金メダルを獲得した。
ドイツでは、リンデンの家庭菜園はハノーファーライネシュロスにあるカレンベルク公国グエルフ支配の1637年の居住以来、住民のための喜びと家庭菜園としてジョージ・ウィルヘルム公爵によって1652年に設けられた。この機能は1866年にハノーバー王国終焉まで維持された。その後、その場所（現在の道路Fössestraße、Dieckbornstraße、DavenstedterStraßeの間のエリアにあった）に貨物ヤードを建て、住宅を建てた。今日、ハノーファー地方のリンデンミッテにある広場アムクーヘンガルテンだけが以前の使用を思い出させるが、こちらは家庭菜園のキャバレー劇場である。
ヘレンハウゼンのベルクガルテンは1666年にヨハン・フリードリッヒ公爵が家庭菜園として設けたもの。1750年からリンデンの家庭菜園がこの仕事を完全に引き継ぎ、ベルクガルテンは植物園になる。
ゲーラの家庭菜園は若きロイス王子のかつての住居だったオスターシュタイン城への供給のため17世紀に設けられ、2007年のフェデラルガーデンショーの際にバロック式の楽園に再設計された。
シュヴェリーンの家庭菜園はシュヴェリーン城の家庭菜園で、2009年連邦園芸ショーの7つの庭園の1つであった。

## キーホール菜園

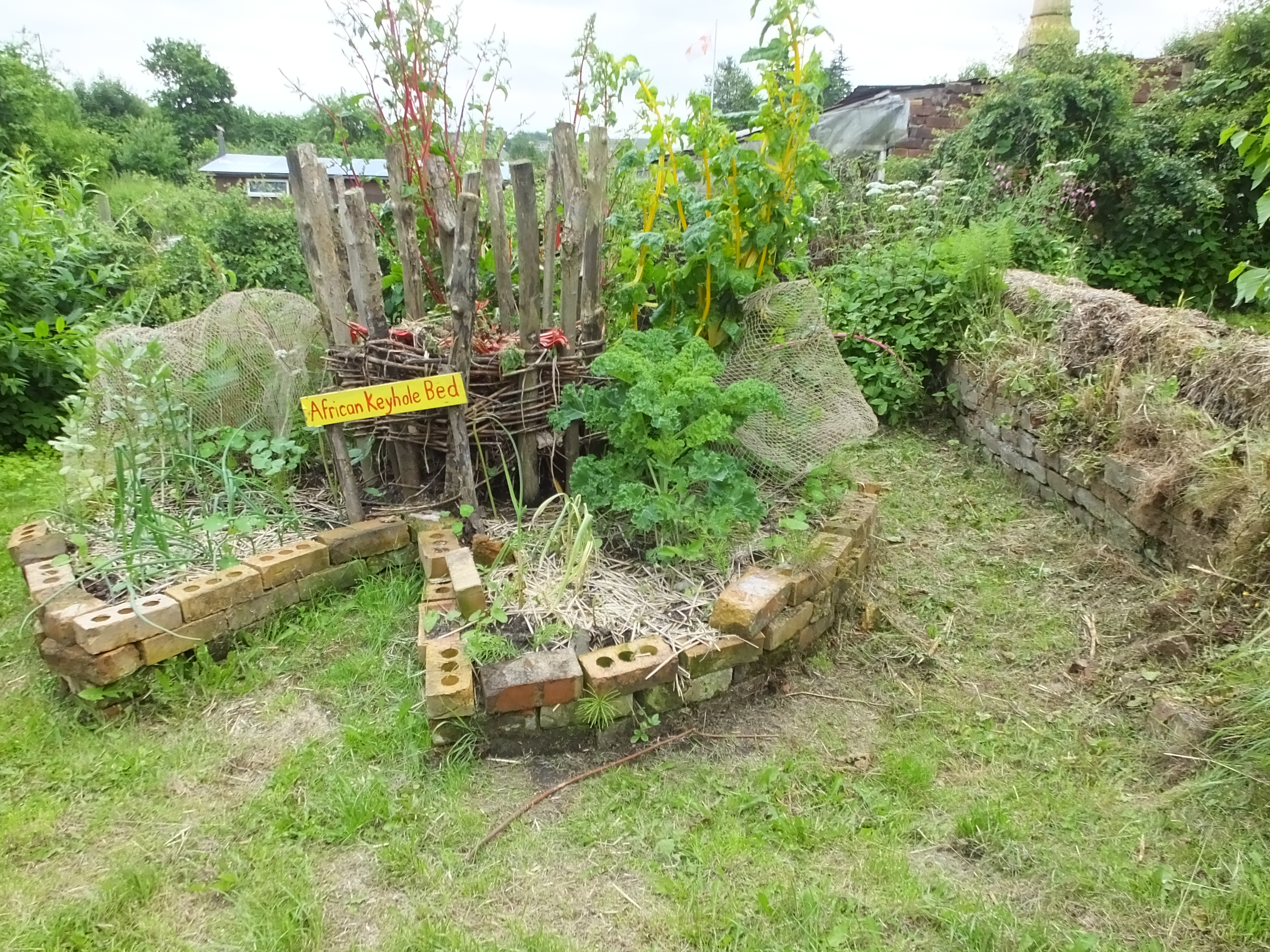
ノッティンガムのセント・アンズ・コミュニティ・オーチャードにあるキーホール菜園

キーホール菜園、キーホール庭園（キーホールガーデン、Keyhole_garden）とは、幅2メートルの円形構造の片側に鍵穴状のくぼみがあるRaised-bed gardeningスタイルの菜園である。このくぼみによって未調理の野菜くず、中水および肥料をベッドの中央に置かれたコンポスト用のバスケットに入れることができる。こうすることで、生育期間中バスケットに堆肥を追加し、植物に栄養を与えることができるのである。
上層の土は中央のバスケットに対して盛り上げられ、土は中央から側面に向かって緩やかに傾斜している。多くのキーホール菜園は、地面から1メートルほどの高さに石造りの壁がある。この石壁は庭の形を作るだけでなく、庭の中の湿気を閉じ込めるのに役立つ。
このスタイルの菜園はレソトが発祥の地とされ、乾燥地や砂漠によく適応している。アフリカでは台所の近くに設置してレタス、ケール、ほうれん草などの葉物野菜、ハーブ、玉ねぎ、にんにく、にんじん、ビートなどの根菜の栽培に使用される。キーホール菜園は植物を近くに配置して生産量を最大化する技術である集中栽培に適しているがトマトやズッキーニなど、根が広く張る植物は、うまくいかないことがある。
キーホール菜園は、ジンバブエのCAREに端を発し、南部アフリカ食料安全保障緊急事態コンソーシアム（C-SAFE）がレソトで開発したデザインである。1990年代半ば、レソトは世界で最もHIV(AIDS)の感染率が高い国のひとつで、C-SAFEはエイズに苦しむ人々や、従来の庭の手入れができない人々のために菜園を考案した。高さは腰をかがめる必要がない程度に、丈夫さは体の弱い人が寄りかかりながら作業できる程度に、そして大きさはベッド全体が手の届く範囲に収まる程度に設計されている。庭は堆肥、肥料、木灰など栄養価の高い材料を何層にも重ねて作られているので、一般の家庭菜園よりも生産性が高く、水を蓄えるので干ばつにも強い。壁は畑から拾ってきた普通の石、燃え殻、レンガなど、土を保持するのに十分な強度を持つ材料で作ることができる。表面の植物に水をやるときはきれいな水を使い、家庭の雑排水はコンポストバスケットに流し込むことができる。

## ペカランガン

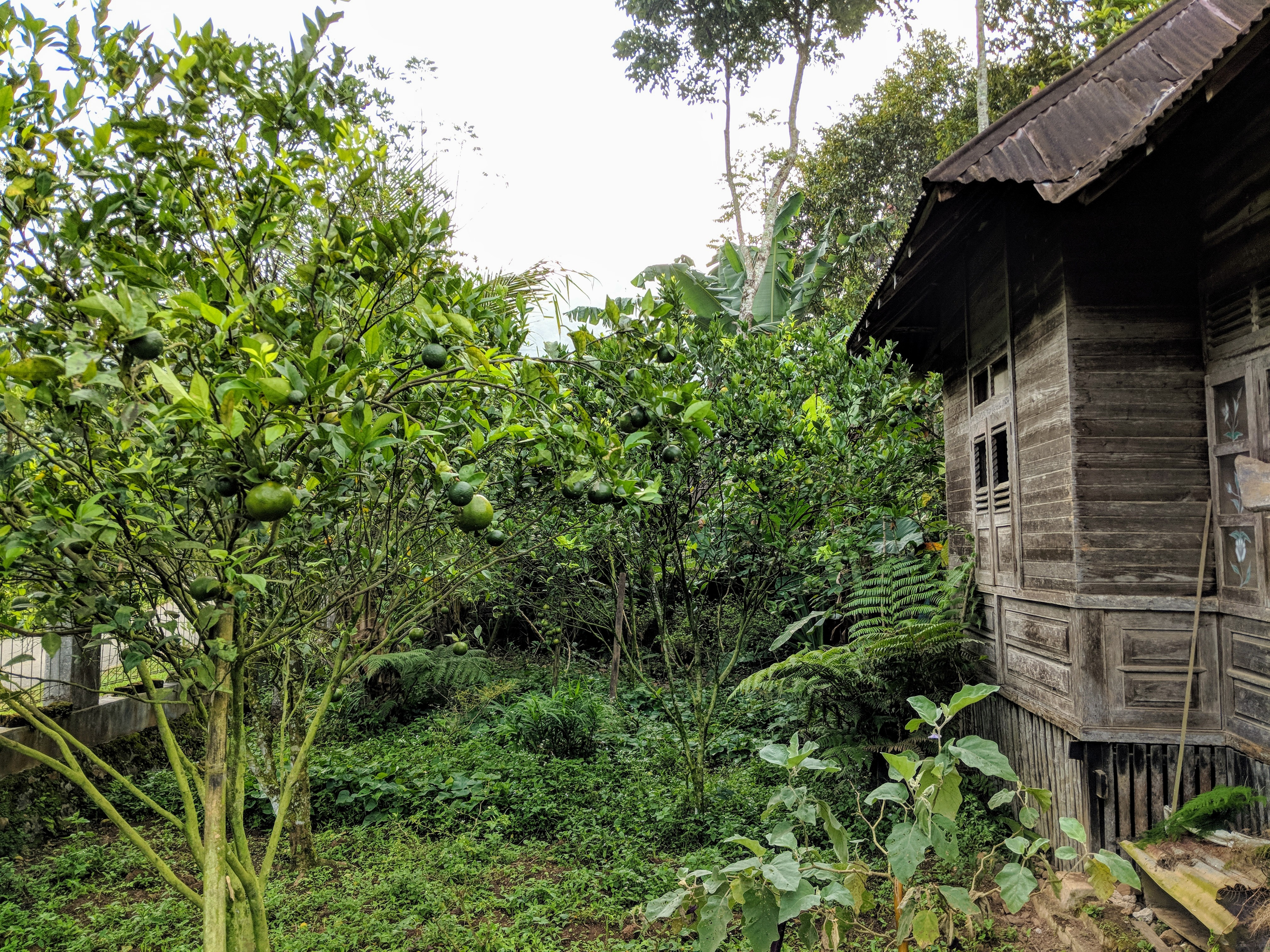
西スマトラ州アガム県にある農村のペカランガン

ペカランガン（Pekarangan、 Indonesian pronunciation: [pə'karaŋan]) は、インドネシア、主にジャワで発展した熱帯の家庭園芸の一種である。果樹、建築材、燃料木材、野菜、スパイス、澱粉作物、工芸植物などの有用植物を階層的に植栽し、あたかも熱帯林のような多層系の人工生態系を形成させるものである。
一般に植物を育てているが、動物（養殖魚、反芻動物、家禽、野生動物など）を飼育したり、また柵・鳥かごなどを導入するものもある。庭園は自給用と収入用の食料、そして観賞用の植物を生産している。自給自足や商業的な利用とともに、社会的な交流や収穫物の分配にも使われ、文化的宗教的な儀式のために使用される材料も収穫される。ペカランガンは地域の価値観に従って作られ、維持され、空間的に配置されている。この種の家庭菜園は数千年前から存在していたと思われるが、最初の記述は西暦860年に書かれたジャワの年代記に見られるという。2010年には、インドネシアの土地のうち、およそ103,000 square kilometers (40,000 sq mi)がこの種の庭園に利用されている。
その持続可能性と社会的役割は、大量の都市化と土地の断片化によって脅かされてきた。その結果、庭園内の植物の多様性が失われているが、これには一部の所有者は商業目的専門に収穫量を最適化するために、意図的に植物の多様性を減らしている側面もある。害虫の発生や家計負担の増加などの問題もあるが、これは庭園の持続可能性の低下によって生じている。
ジャワ島の歴史を通じて、ペカランガンは収量抽出の影響を受けにくいため、島を統治してきた政府にあまり関心が持たれていなかった。2010年代に入り、インドネシア政府はP2KP（Percepatan Penganekaragaman Kumsi Pangan）という都市部と都市近郊に焦点を当てたプログラムを通じて、持続可能なアプローチで生産を最適化することを目指し、このプログラムに注目するようになった。
インドネシア語では、ペカランガンは「家を囲む土地」「家の庭」「家を建てるための区画整理地」と訳すことができる。しかし、科学的な文献、特にアグロフォレストリーや環境の話題では、この言葉は「家庭菜園」の意味で広く使われている。ペカランガンという単語は、「多年生作物」を意味する karang に由来していると思われる。
学者たちはペカランガンという用語の様々な定義を提示している。サジョギョウによれば、それは家に隣接した区画で、パートタイムで使用されるものであるとしている。トトク・マルディカントとスリ・スタミは、家を囲む区画と定義している。この種の区画の多くはフェンスで囲まれ、通常は様々な一年草や多年草が密植され、日常的・商業的に使用されている。ユイス・ノヴィタサリはペカランガンを土地利用の一形態とみなし、メンバーや家族による小規模な追加食料生産システムであり、密に重なった樹冠を持つ生態系であるとする。さらに、明確な境界を持ち、所有者の家、台所、ペン、柵などの要素を含むと説明している。シマトゥパンとスリヤナはペカランガンを明確に定義することは困難であり、その役割は農地の一形態からホームステッドの区画までさまざまであると主張している。

### 参考資料
- Abdoellah, Oekan Soekotjo; Parikesit; Gunawan, Budhi; Hadikusumah, Herri (2001). “Home gardens in the Upper Citarum Watershed, West Java: a challenge for in situ conservation of plant genetic resources”. In Watson, Jessica W.. Home Gardens and in Situ Conservation of Plant Genetic Resources in Farming Systems. Witzenhausen: International Plant Genetic Resources Institute. pp. 140–147
- Arifin, Hadi Susilo (2013) (インドネシア語). Orasi Ilmiah Guru Besar: Pekarangan Kampung untuk Konservasi Agro-Biodiversitas dalam Mendukung Penganekargaman dan Ketahanan Pangan di Indonesia]. Bogor: IPB Press
- Arifin, Hadi Susilo; Kaswanto, Regan Leonardus; Nakagoshi, Nobukazu (2014). “Low Carbon Society Through Pekarangan, Traditional Agroforestry Practices in Java, Indonesia”. In Nakagoshi, Nobukazu. Designing Low Carbon Societies in Landscapes. Tokyo: Springer Japan. 129–143. doi:10.1007/978-4-431-54819-5_8. ISBN 978-4-431-54818-8. ISSN 2191-0707
- Arifin, Hadi Susilo; Sakamoto, Keiji; Chiba, Kyozo (1996). “Effects of the Fragmentation and the Change of the Social and Economical Aspects on the Vegetation Structure in the Rural Home Gardens of West Java, Indonesia”. Journal of the Japanese Institute of Landscape Architecture 60 (5):  489–494. doi:10.5632/jila.60.489. ISSN 1348-4559.
- Arifin, Hadi Susilo; Sakamoto, Keiji; Chiba, Kyozo (1998). “Effects of Urbanization on the Vegetation Structure of Home Gardens in West Java, Indonesia”. Japanese Journal of Tropical Agriculture 42 (2):  94–102. doi:10.11248/jsta1957.42.94. ISSN 2185-0259.
- Ashari; Saptana; Purwantini, Tri Bastuti (2016). “Potensi dan Prospek Pemanfaatan Lahan Pekarangan untuk Mendukung Ketahanan Pangan” (インドネシア語). Forum Penelitian Agro Ekonomi 30 (1):  13. doi:10.21082/fae.v30n1.2012.13-30. ISSN 2580-2674.
- Christanty, Linda; Abdoellah, Oekan Soekotjo; Marten, Gerald G.; Iskandar, Johan (1986). “Traditional Agroforestry in West Java: The Pekarangan (Homegarden) and Kebun-Talun (Annual-Perennial Rotation) Cropping Systems”. In Marten, Gerry G.. Traditional Agriculture in Southeast Asia: a Human Ecology Perspective. Boulder, CO: Westview Press. pp. 132–158. ISBN 0813370264
- [Depdikbud] Indonesian Department of Education and Culture (1993). Sirat, Muhidin; Miraya Zulaiha B; Budiono et al.. eds (インドネシア語). Peralatan Produksi Tradisional dan Perkembangannya Daerah Lampung. Jakarta: Indonesian Department of Education and Culture 2019年8月2日閲覧。
- Dove, Michael R. (1990). “Socio-Political Aspects of Home Gardens in Java”. Journal of Southeast Asian Studies 21 (1):  155–163. doi:10.1017/s0022463400002009. ISSN 0022-4634.
- Febrianto, Redi Sigit; Wulandari, Lisa Dwi; Santosa, Herry (2017). “Domain Ruang Perempuan Pada Hunian Masyarakat Peladang Desa Juruan Laok Madura Timur” (インドネシア語). Tesa Arsitektur 15 (1):  54–63. doi:10.24167/tesa.v15i1.1014. ISSN 2460-6367 2019年8月4日閲覧。.
- Gliessman, Stephen R. (1990). “Integrating Trees into Agriculture: The Home Garden Agroecosystem as an Example of Agroforestry in the Tropics”. In Gliessman, Stephen R.. Ecological Studies. 78. New York: Springer New York. 160–168. doi:10.1007/978-1-4612-3252-0_11. ISBN 978-1-4612-7934-1. ISSN 0070-8356
- “Ini Aura yang Muncul dari Tanaman Pekarangan Berdasarkan Penempatannya” (インドネシア語). Bali Express (2018年). 2019年8月4日閲覧。
- Kaswanto, Regan Leonardus; Nakagoshi, Nobukazu (2014). “Landscape Ecology-Based Approach for Assessing Pekarangan Condition to Preserve Protected Area in West Java”. In Nakagoshi, Nobukazu. Designing Low Carbon Societies in Landscapes. Tokyo: Springer Japan. 289–311. doi:10.1007/978-4-431-54819-5_17. ISBN 978-4-431-54818-8. ISSN 2191-0707
- Kehlenbeck, Katja; Arifin, Hadi Susilo; Maass, Brigitte L. (2007). “Plant diversity in homegardens in a socio-economic and agro-ecological context”. In Tscharntke, Teja. Stability of Tropical Rainforest Margins. Berlin, Heidelberg: Springer Berlin Heidelberg. pp. 295–317. doi:10.1007/978-3-540-30290-2_15. ISBN 978-3-540-30289-6
- Kehlenbeck, Katja; Maass, Brigitte L. (2006). “Are tropical homegardens sustainable? Some evidence from Central Sulawesi, Indonesia”. In Kumar, B. Mohan. Tropical Homegardens: A Time-Tested Example of Sustainable Agroforestry. Dordrecht: Springer Netherlands. 339–354. doi:10.1007/978-1-4020-4948-4_19. ISBN 978-1-4020-4947-7. ISSN 1875-1199
- Maningtyas, Rosyidamayanti Twinsari; Gunawan, Andi (2017). “Taneyan Lanjhang, Study of Home Garden Design Based Local Culture of Madura”. IOP Conference Series: Earth and Environmental Science 91 (12022):  012022. Bibcode: 2017E&ES...91a2022M. doi:10.1088/1755-1315/91/1/012022.
- Mitchell, Robert; Hanstad, Tim (2004). Small Homegarden Plots and Sustainable Livelihoods for the Poor (PDF) (Report). FAO.
- Nawir, Ani Adiwinata; Murniati; Rumboko, Lukas (2007). Forest rehabilitation in Indonesia: Where to after more than three decades?. Jakarta, Indonesia: Center for International Forestry Research. ISBN 978-979-1412-05-6. OCLC 226211357
- “pekarangan” (インドネシア語). The Online Great Dictionary of the Indonesian Language (KBBI).  Language and Book Development Agency, Indonesian Ministry of Education and Culture (Indonesia). 2020年1月11日閲覧。
- Prabowo, Walesa Edho; Darras, Kevin; Clough, Yann; Toledo-Hernandez, Manuel; Arlettaz, Raphael; Mulyani, Yeni A.; Tscharntke, Teja (2016). Bersier, Louis-Felix. ed. “Bird Responses to Lowland Rainforest Conversion in Sumatran Smallholder Landscapes, Indonesia”. PLOS ONE (Public Library of Science (PLoS)) 11 (5):  e0154876. Bibcode: 2016PLoSO..1154876P. doi:10.1371/journal.pone.0154876. ISSN 1932-6203. PMC 4880215. PMID 27224063.
- Pratiwi, Rian Adetiya; Gunawan, Andi (2017). “Study Of Lampungnese Traditional Home Garden Design”. IOP Conference Series: Earth and Environmental Science 91 (12024):  012024. Bibcode: 2017E&ES...91a2024P. doi:10.1088/1755-1315/91/1/012024.
- Raffles, Thomas Stamford (1817). The History of Java: In Two Volumes. The History of Java. London: Black, Parbury, and Allen 2019年8月24日閲覧。
- Roshetko, James M.; Delaney, Matt; Hairiah, Kurniatun; Purnomosidhi, Pratiknyo (2002). “Carbon stocks in Indonesian homegarden systems: Can smallholder systems be targeted for increased carbon storage? – American Journal of Alternative Agriculture”. American Journal of Alternative Agriculture 17 (3):  138–148. doi:10.1079/AJAA200116. ISSN 1478-5498 2019年8月23日閲覧。.
- Rostiyati, Ani (2013). “Tipologi Rumah Tradisional Kampung Wana di Lampung Timur” (インドネシア語). Patanjala 5 (3):  459–474. doi:10.30959/patanjala.v5i3.101. ISSN 2598-1242.
- Saraswati, A.A. Oka (2009). “Transformasi Arsitektur Bale Daja” (インドネシア語). DIMENSI (Journal of Architecture and Built Environment) 36 (1):  35–42. ISSN 2338-7858 2019年8月4日閲覧。.
- Saptana; Sunarsih; Friyatno, Supena (2013). “Prospek Model-Kawasan Rumah Pangan Lestari (M-KRPL) Dan Replikasi Pengembangan KRPL” (インドネシア語). Forum Penelitian Agro Ekonomi 31 (1):  67. doi:10.21082/fae.v31n1.2013.67-87. ISSN 2580-2674.
- Soemarwoto, Otto; Soemarwato, Idjah; Karyono; Soekartadiredja, E. Momo; Ramlan, Aseng (1985). “The Javanese Home-Garden as an Integrated Agro-Ecosystem”. Food and Nutrition Bulletin 7 (3):  1–4. doi:10.1177/156482658500700313. ISSN 1564-8265.
- Soemarwoto, Otto; Conway, Gordon R. (1992). “The Javanese homegarden”. Journal of Farming Systems Research-Extension 2 (3):  95–118.
- Stoler, Ann (1978). “Garden Use and Household Economy in Rural Java”. Bulletin of Indonesian Economic Studies (Informa UK Limited) 14 (2):  85–101. doi:10.1080/00074917812331333331. ISSN 0007-4918.
- Torquebiau, Emmanuel (1992). “Are tropical agroforestry home gardens sustainable?”. Agriculture, Ecosystems & Environment 41 (2):  189–207. doi:10.1016/0167-8809(92)90109-o. ISSN 0167-8809.
- Widyastuti, Rahayu (2011). “Abundance, Biomass and Diversity of Soil Fauna at Different Ecosystems in Jakenan, Pati, Central Java”. Jurnal Ilmu Tanah Dan Lingkungan 6 (1):  1–6. doi:10.29244/jitl.6.1.1-6. ISSN 2549-2853.
- Wiersum, K.F. (2006). “Diversity and change in homegarden cultivation in Indonesia”. In Kumar, B. Mohan. Tropical Homegardens: A Time-Tested Example of Sustainable Agroforestry. Advances in Agroforestry. 3. Dordrecht: Springer Netherlands. pp. 13–24. doi:10.1007/978-1-4020-4948-4_2. ISBN 978-1-4020-4947-7. ISSN 1875-1199
- Yamamoto, Yoshinori; Kubota, Naohiro; Ogo, Tatsuo; Priyono (1991). “Changes in the Structure of Homegardens under Different Climatic Conditions in Java Island”. Japanese Journal of Tropical Agriculture 35 (2):  104–117. doi:10.11248/jsta1957.35.104. ISSN 2185-0259.